# مو إي رانا
مو إي رانا (بالنرويجية: Mo i Rana)‏ هي بلدة والمركز الإداري لبلدية رانا في مقاطعة نوردلاند، النرويج. وتقع في منطقة هيلغلاند إلى جنوب مباشرة من الدائرة القطبية الشمالية. تضم المدينة أحد فروع الحرم الجامعي لجامعة نورد.

## المناخ
يظهر الجدول التالي التغييرات المناخية على مدار السنة لمو إي رانا:
| البيانات المناخية لـمو إي رانا                         | البيانات المناخية لـمو إي رانا | البيانات المناخية لـمو إي رانا | البيانات المناخية لـمو إي رانا | البيانات المناخية لـمو إي رانا | البيانات المناخية لـمو إي رانا | البيانات المناخية لـمو إي رانا | البيانات المناخية لـمو إي رانا | البيانات المناخية لـمو إي رانا | البيانات المناخية لـمو إي رانا | البيانات المناخية لـمو إي رانا | البيانات المناخية لـمو إي رانا | البيانات المناخية لـمو إي رانا | البيانات المناخية لـمو إي رانا |
| الشهر                                                  | يناير                          | فبراير                         | مارس                           | أبريل                          | مايو                           | يونيو                          | يوليو                          | أغسطس                          | سبتمبر                         | أكتوبر                         | نوفمبر                         | ديسمبر                         | المعدل السنوي                  |
| ------------------------------------------------------ | ------------------------------ | ------------------------------ | ------------------------------ | ------------------------------ | ------------------------------ | ------------------------------ | ------------------------------ | ------------------------------ | ------------------------------ | ------------------------------ | ------------------------------ | ------------------------------ | ------------------------------ |
| متوسط درجة الحرارة الكبرى °م (°ف)                      | −2.7 (27.1)                    | −1.8 (28.8)                    | 1.6 (34.9)                     | 5.3 (41.5)                     | 11.6 (52.9)                    | 15.9 (60.6)                    | 17.7 (63.9)                    | 16.4 (61.5)                    | 11.3 (52.3)                    | 6.1 (43.0)                     | 1.2 (34.2)                     | −1.1 (30.0)                    | 6.8 (44.2)                     |
| متوسط درجة الحرارة الصغرى °م (°ف)                      | −8.1 (17.4)                    | −7.1 (19.2)                    | −4.4 (24.1)                    | −0.9 (30.4)                    | 3.5 (38.3)                     | 7.8 (46.0)                     | 10.3 (50.5)                    | 9.3 (48.7)                     | 5.7 (42.3)                     | 1.9 (35.4)                     | −3.5 (25.7)                    | −6.4 (20.5)                    | 0.7 (33.2)                     |
| الهطول مم (إنش)                                        | 146 (5.7)                      | 117 (4.6)                      | 112 (4.4)                      | 74 (2.9)                       | 64 (2.5)                       | 70 (2.8)                       | 97 (3.8)                       | 110 (4.3)                      | 155 (6.1)                      | 186 (7.3)                      | 136 (5.4)                      | 163 (6.4)                      | 1٬430 (56.2)                   |
| المصدر: http://met.no/Klima/Klimastatistikk/Klimadata/ |                                |                                |                                |                                |                                |                                |                                |                                |                                |                                |                                |                                |                                |

## توأمة
لمو إي رانا اتفاقيات توأمة مع كل من:
- بيتروزوفودسك (1992 - )
- فيربانكس

## أعلام
- روبن بيدرسن
- تروند سوليد
- توم ساندبرغ
- نيلس هانستين
- هانس باير
- تومي بيرغيرسن